# Aurélien Clerc

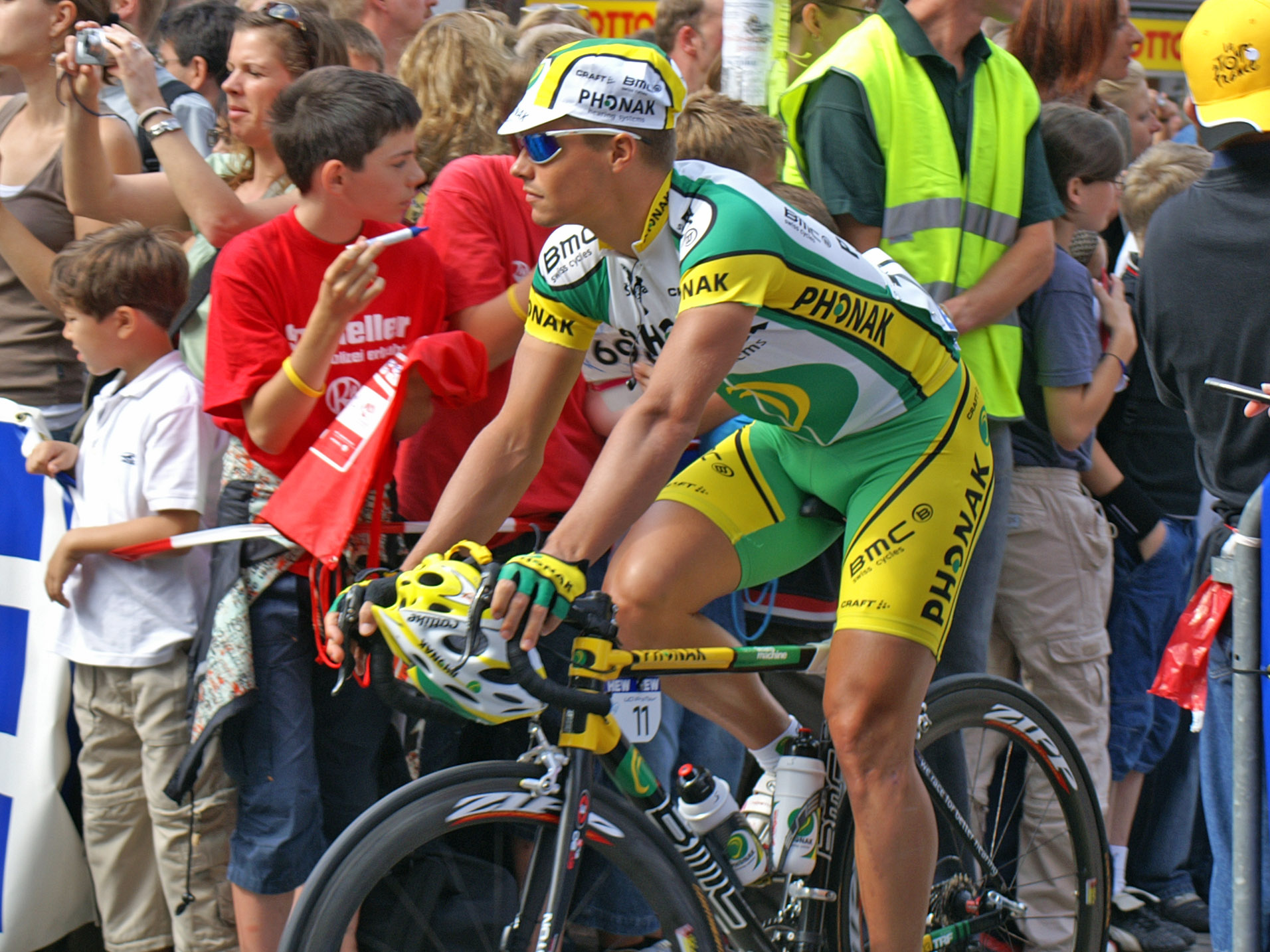
Clerc alla HEW Cyclassics 2005

Aurélien Clerc (Vevey, 6 agosto 1979) è un ex ciclista su strada svizzero, professionista dal 2001 al 2009.

## Carriera
Passato professionista nel 2001, ha vestito le divise di Post Swiss Team, Mapei, Quick Step, Phonak e Bouygues Télécom. Nel 2009 si è trasferito all'AG2R La Mondiale dove ha concluso la carriera. Ha ottenuto quattordici vittorie da professionista, tra cui la Nokere Koerse nel 2002, una tappa alla Vuelta a Burgos nel 2004 e una alla Tre Giorni delle Fiandre Occidentali nel 2008.

## Palmarès
- 2000 (Dilettanti)

Campionati svizzeri, Gara in linea Under-23
6ª tappa Rheinland-Pfalz-Rundfahrt
3ª tappa Vuelta a Navarra
- 2002 (Mapei-Quick Step-Latexco, nove vittorie)

Nokere Koerse
3ª tappa Vuelta a Cuba
4ª tappa Vuelta a Cuba
11ª tappa, 2ª semitappa Vuelta a Cuba
13ª tappa Vuelta a Cuba
1ª tappa Giro di Slovenia
2ª tappa Tour de Picardie
3ª tappa Tour de Picardie
1ª tappa Okolo Slovenska
- 2003 (Quick Step, una vittoria)

1ª tappa Tour de Picardie (Beauvais > Cayeux-sur-Mer)
- 2004 (Quick Step, una vittoria)

4ª tappa Vuelta a Burgos (Miranda de Ebro > Burgos)
- 2006 (Phonak, una vittoria)

2ª tappa Clásica de Alcobendas (Collado Villalba > Collado Villalba)
- 2007 (Bouygues Télécom, una vittoria)

1ª tappa Circuito Franco-Belga (Mouscron > Mouscron)
- 2008 (Bouygues Télécom, una vittoria)

1ª tappa Tre Giorni delle Fiandre Occidentali (Courtrai > Bellegem)

## Piazzamenti

### Grandi Giri
- Giro d'Italia

2005: 150º
- Vuelta a España

2006: 114º
2007: ritirato (15ª tappa)
2008: ritirato (5ª tappa)

### Classiche monumento
- Milano-Sanremo

2005: 116º
2005: 78º
- Parigi-Roubaix

2005: fuori tempo massimo
2006: 112º
2008: 35º
2009: fuori tempo massimo
- Giro delle Fiandre

2005: 76º
2009: ritirato

### Competizioni mondiali
- Campionati del mondo

Zolder 2002 - In linea Elite: 114º
Madrid 2005 - In linea Elite: 33º
Salisburgo 2006 - In linea Elite: 69º